# Prosorhynchoides arcuata
Prosorhynchoides arcuata är en plattmaskart. Prosorhynchoides arcuata ingår i släktet Prosorhynchoides och familjen Bucephalidae. Inga underarter finns listade i Catalogue of Life.